# Sheldon Glacier
Sheldon Glacier är en glaciär i Antarktis. Den ligger i Västantarktis. Argentina, Chile och Storbritannien gör anspråk på området. Sheldon Glacier ligger 76 meter över havet.
Terrängen runt Sheldon Glacier är kuperad åt sydost, men åt nordväst är den bergig. Havet är nära Sheldon Glacier åt sydost. Trakten är glest befolkad. Närmaste befolkade plats är Rothera Research Station, 11,9 kilometer sydost om Sheldon Glacier.